# Elfquest
Elfquest é uma história em quadrinhos criada por Wendy e Richard Pini em 1978. Seu enredo é uma história de fantasia sobre uma comunidade de elfos e espécies afins que lutam para sobreviver e coexistir num planeta primitivo semelhante à Terra com duas luas. Alguns trabalhos relacionados de ficção foram publicados também.
Todas as edições Elfquest estão disponíveis online gratuitamente no site Elfquest.com.

## No Brasil
A saga "A grande jornada dos Elfos" (Elfquest - The Grand Quest no original) foi publicado em 2004 pela Mythos Editora em 2 edições em formatinho/preto e branco, entretanto as baixas vendas da mini-série não permitiu que fossem publicados mais volumes da série.